# Nationalmuseum Oslo

Logo des Nationalmuseums

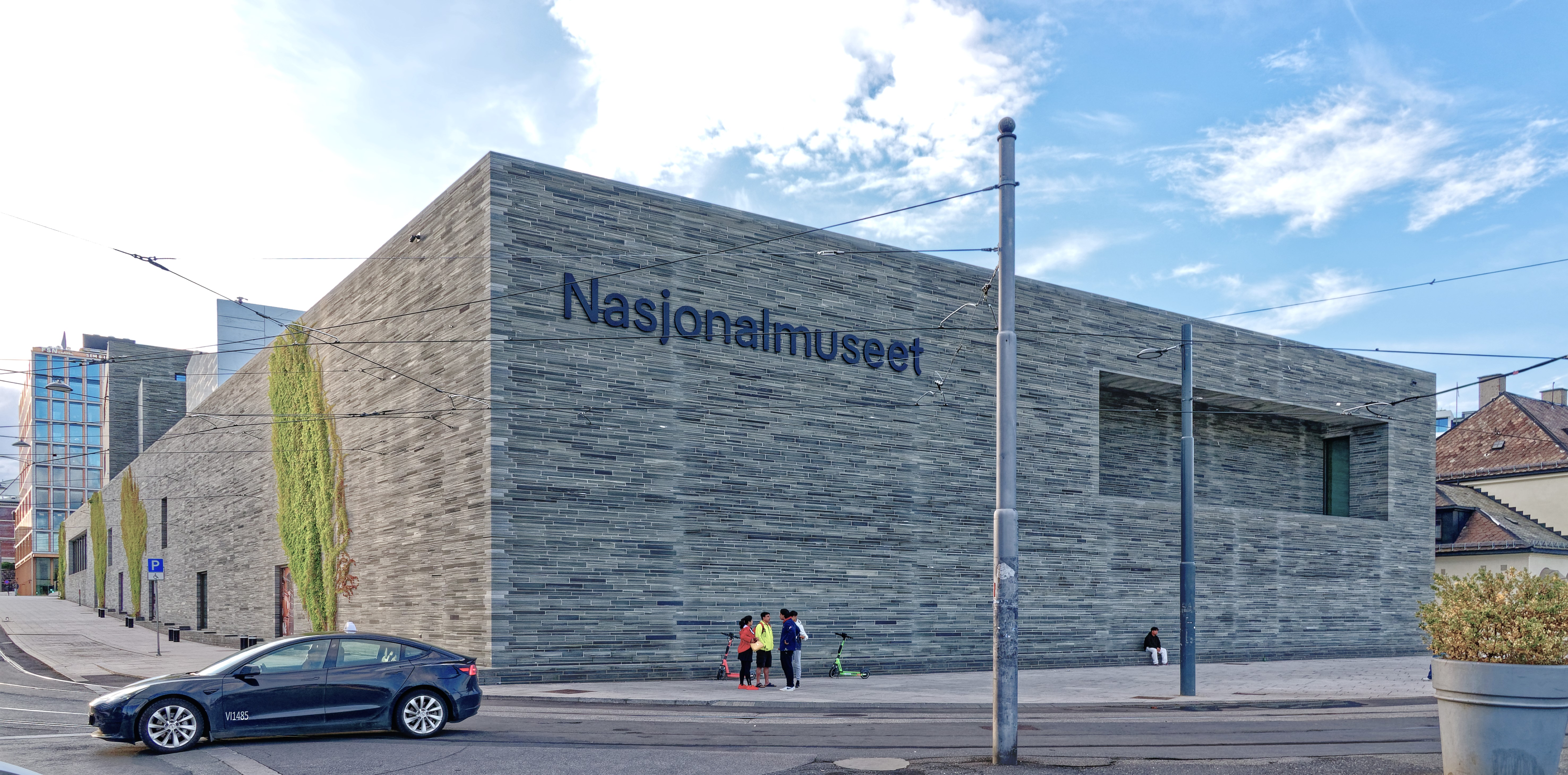
Nationalmuseum Oslo, das 2022 eröffnete Gebäude

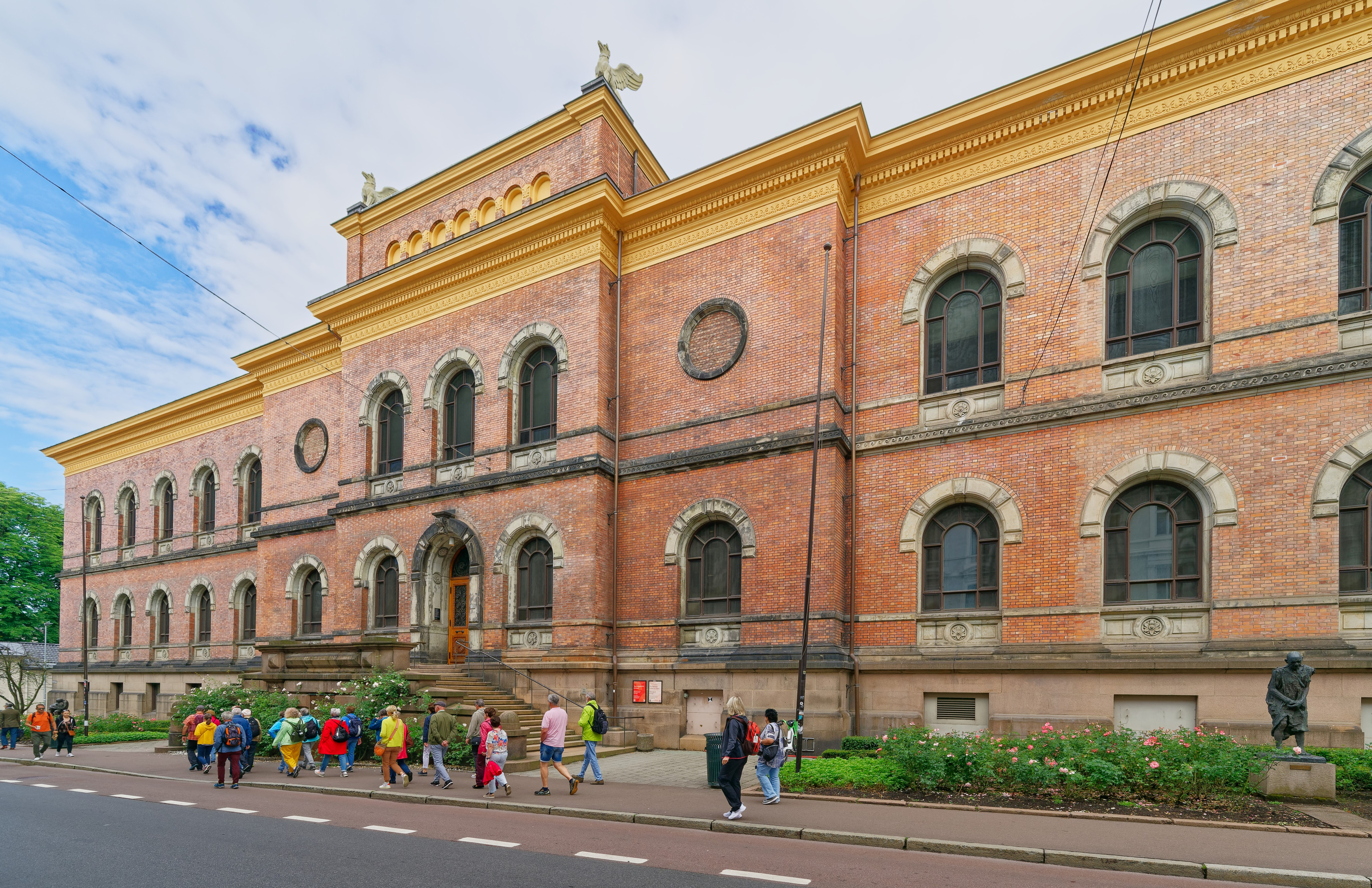
Das alte Gebäude der Nationalgalerie Oslo

Das norwegische Nationalmuseum für Kunst, Architektur und Design (norwegisch Nasjonalmuseet for kunst, arkitektur og design) in Oslo entstand im Jahr 2003 aus dem Zusammenschluss mehrerer bestehender staatlicher Museen unter einer Leitung: des norwegischen Architekturmuseums, des Museums für Volkskunst, der Nationalgalerie Norwegens und der norwegischen Reichsausstellung  (norwegisch Riksutstillinger), einer Institution für zeitgenössische norwegische Kunst.

## Neubau
Am 11. Juni 2022  wurde der Neubau eröffnet, der die Teilmuseen unter einem Dach zusammenfasst. Der neue Gebäudekomplex, 2010 entworfen vom deutschen Architekten Klaus Schuwerk (Arbeitsgemeinschaft Kleihues + Schuwerk), umfasst das im ehemaligen Vestbanestasjonen, dem Kopfgebäude des ehemaligen Westbahnhofs, untergebrachte Nobel-Friedenszentrum am Rathausplatz in Oslo, direkt gegenüber dem Osloer Rathaus. Der ausführende Architekt Klaus Schuwerk distanziert sich allerdings von der Beschilderung am und im Gebäude und lässt darauf hinweisen, dass er mit Teilen der Innenausstattung nichts zu tun hat. In dem neuen Gebäude werden nun Malerei, Skulptur, Architektur, Design und Volkskunst in eigenen Abteilungen unter einem Dach gezeigt.

## Leitung
Die Leitung der Museumskooperation stand seit Beginn unter öffentlicher Kritik, der erste Direktor, Sune Nordgren, war 2006, die folgende Allis Helleland 2007 zurückgetreten. Von 2017 bis 2023 hatte die Position die Kunsthistorikerin Karin Hindsbo inne, die vom KODE Kunstmuseer og komponisthjem in Bergen nach Oslo wechselte und den Kunsthistoriker Audun Eckhoff ablöste, der von 2009 bis 2017 im Amt war. Ihre Nachfolgerin ist Ingrid Røynesdal.

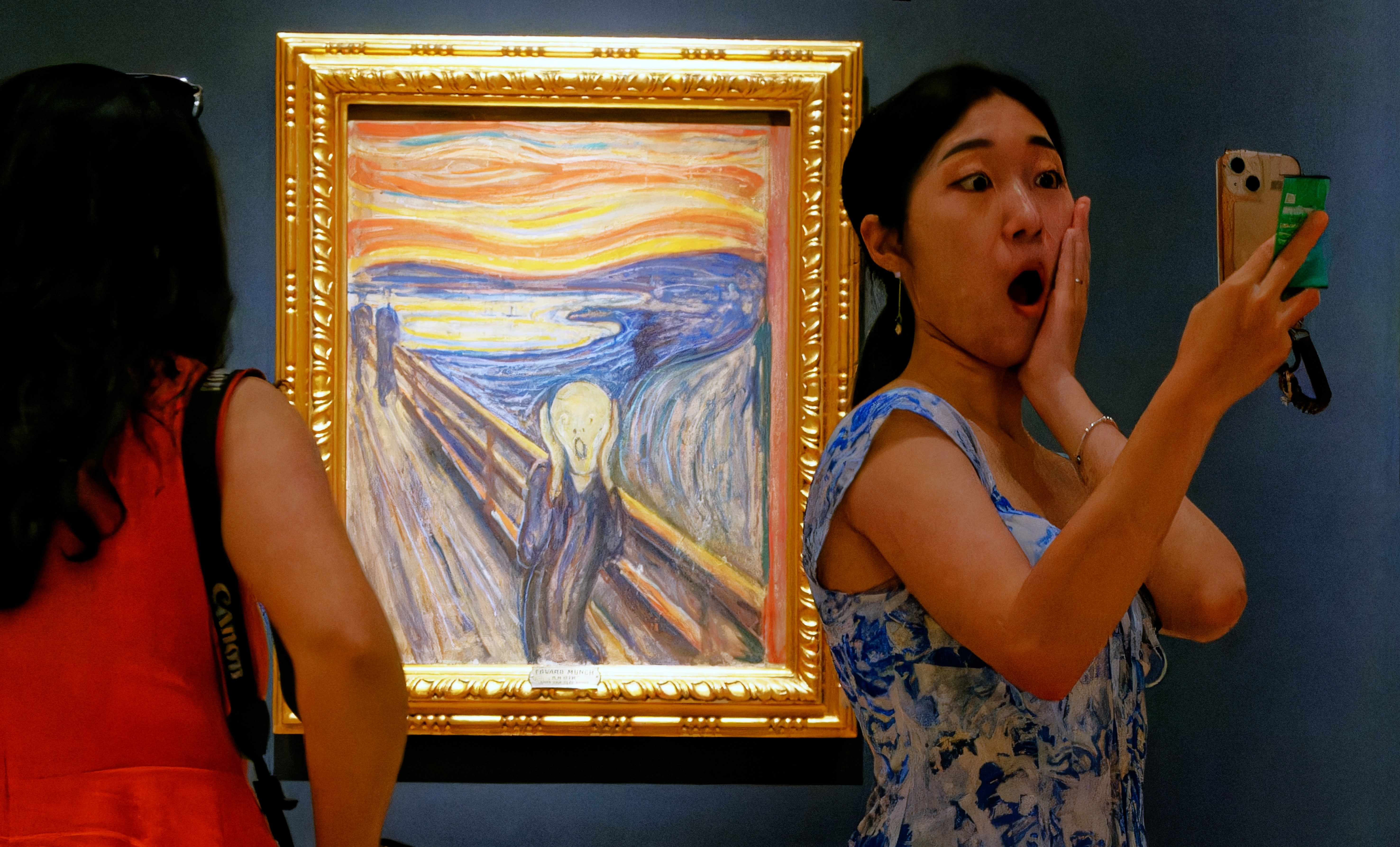
Im Edvard Munch-Saal, Selbstporträt mit Schrei.

## Nationalgalerie
Die Nationalgalerie (norwegisch Nasjonalgalleriet) in Oslo ist die größte Kunstsammlung Norwegens; sie besitzt bedeutende Werke des weltberühmten norwegischen Malers Edvard Munch, aber auch von weniger im Rampenlicht stehenden Malern wie Erik Werenskiold, sowie ausländischen Künstlern wie Vincent van Gogh, Claude Monet, Pablo Picasso und Henri Matisse. Die Nationalgalerie erregte im Jahre 1994 durch den Raub des Gemäldes Der Schrei, eines Hauptwerks von Munch, weltweit Aufsehen. Das Gemälde tauchte jedoch wenig später wieder auf und die Kunsträuber wurden zu mehrjährigen Gefängnisstrafen verurteilt.

Rundgang durch das Nationalmuseum
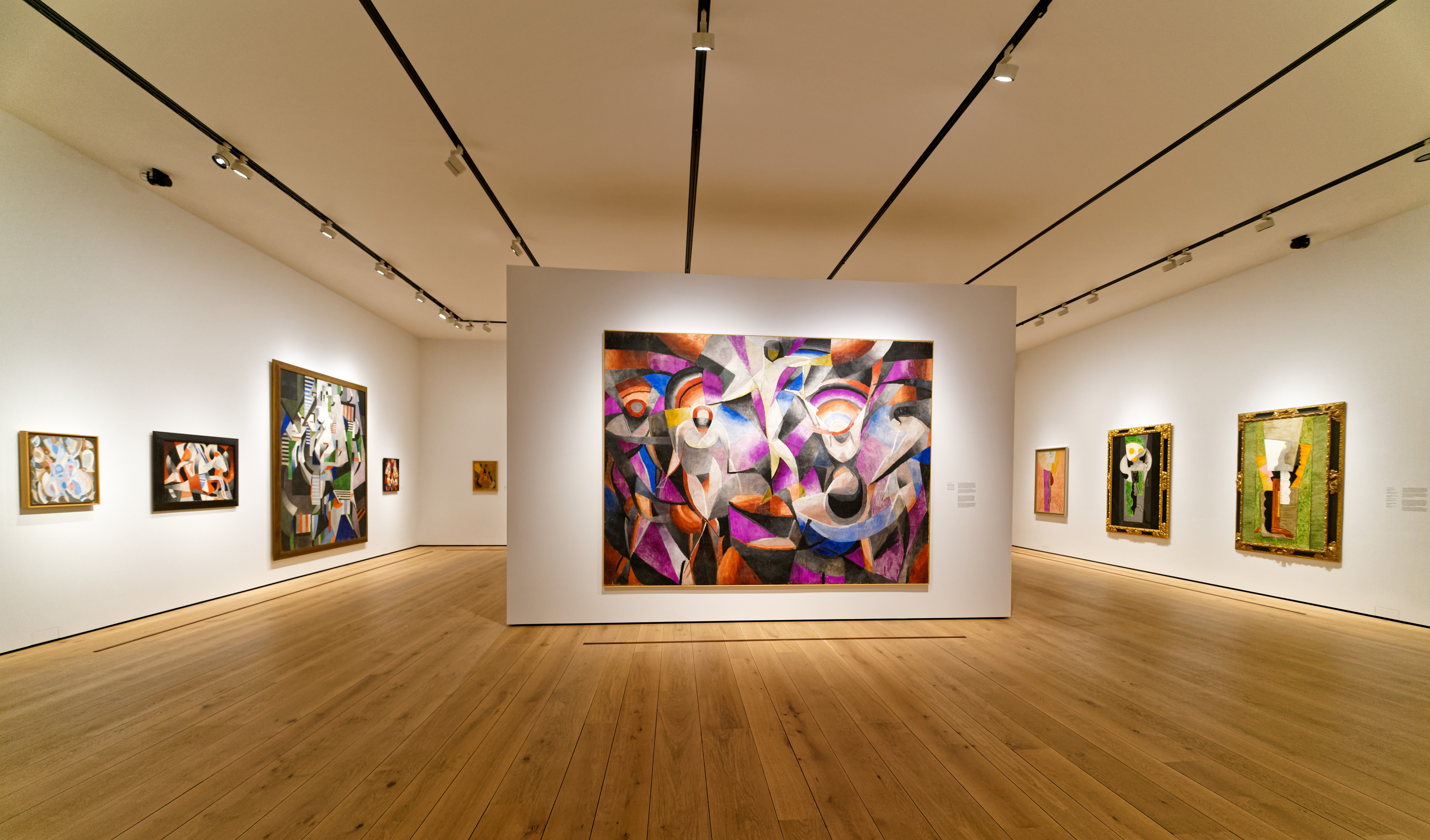
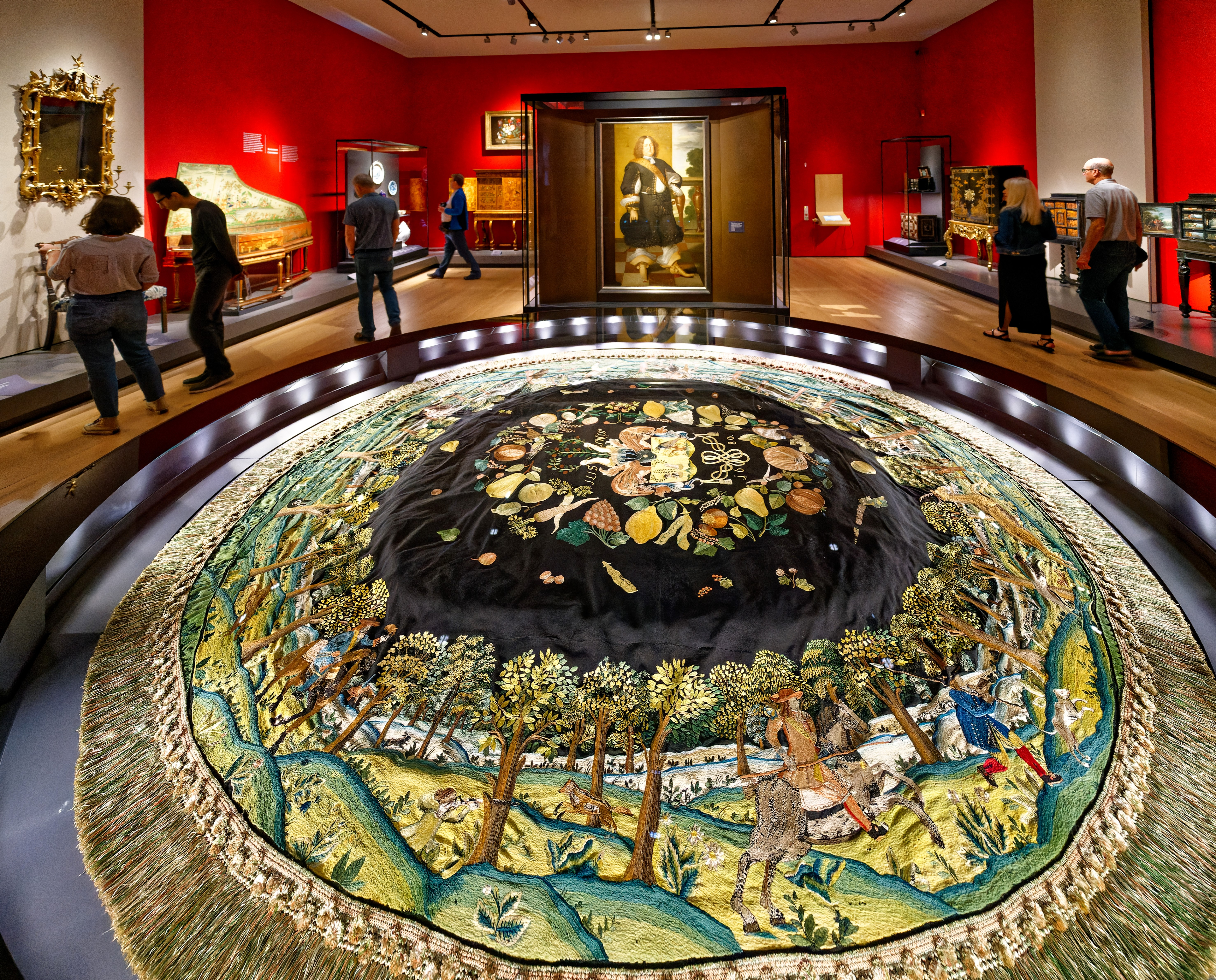
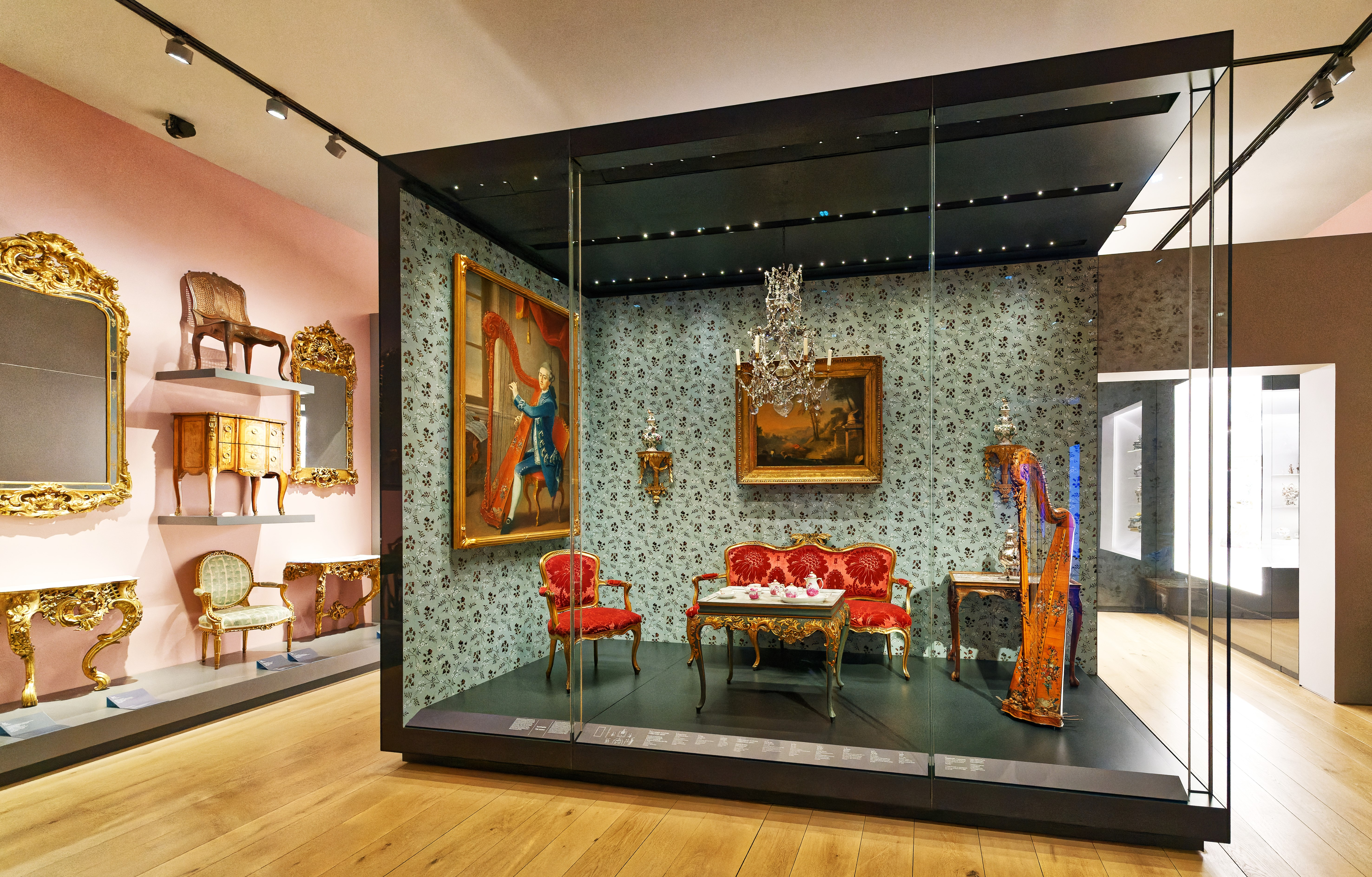
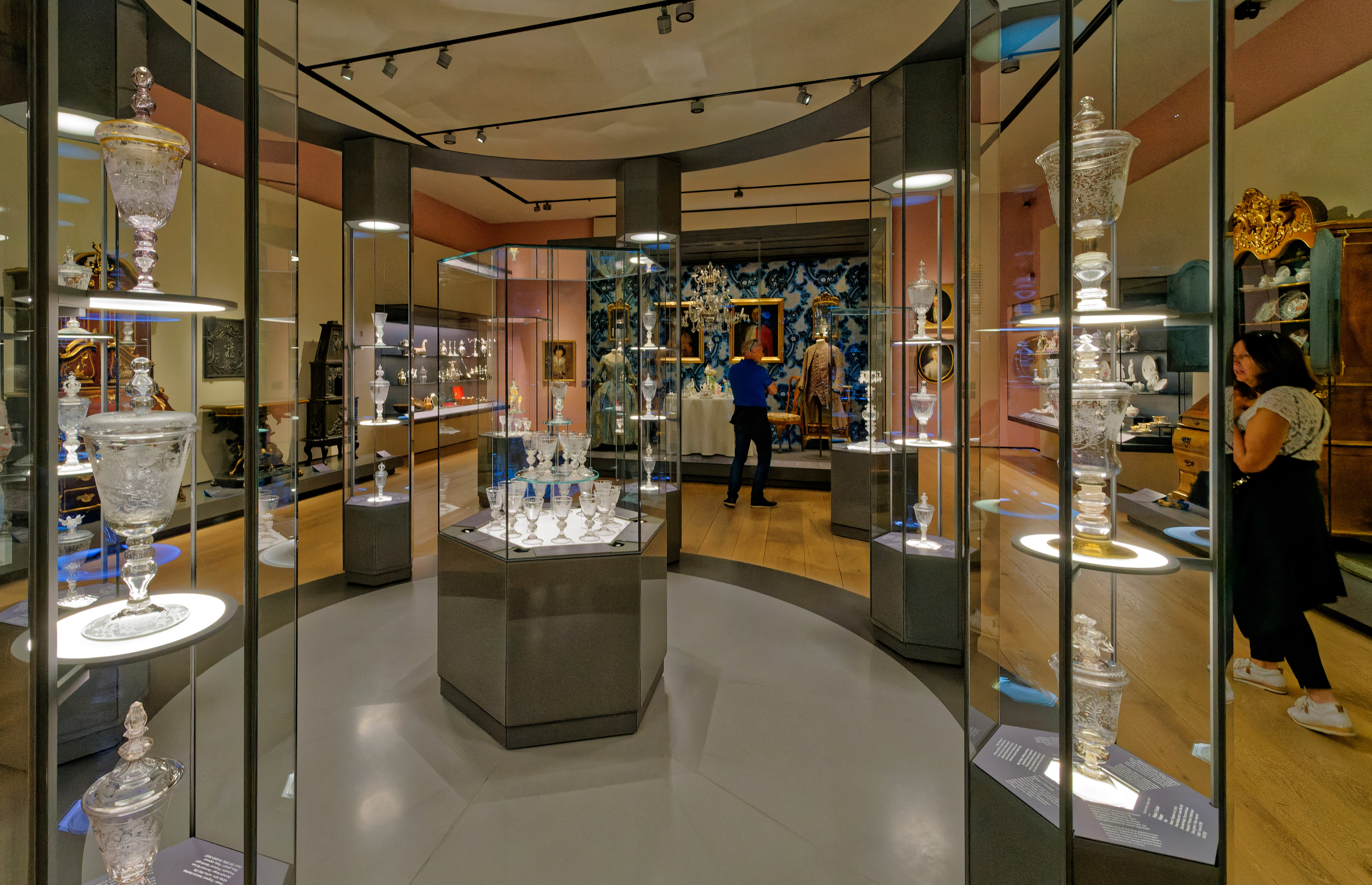
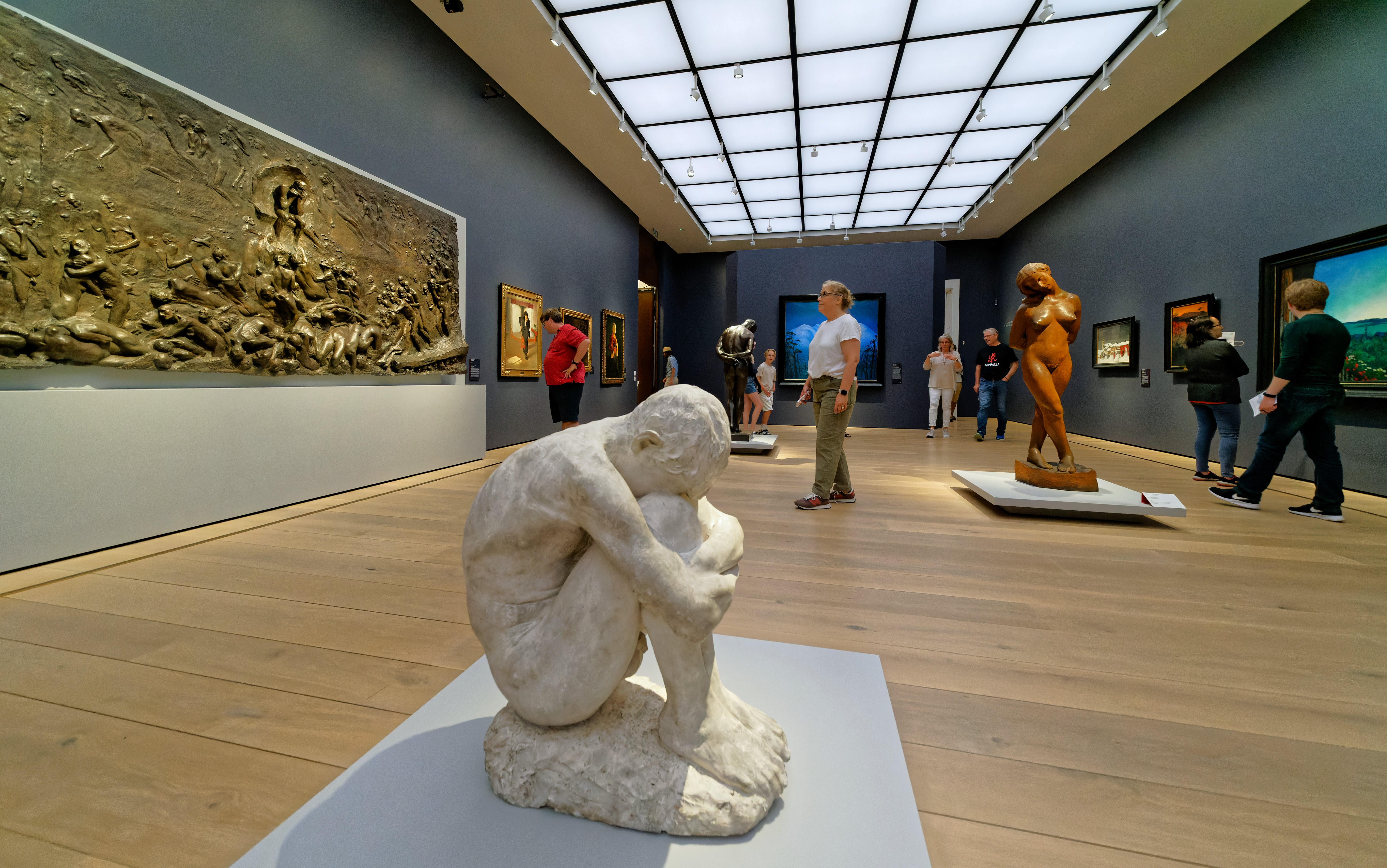
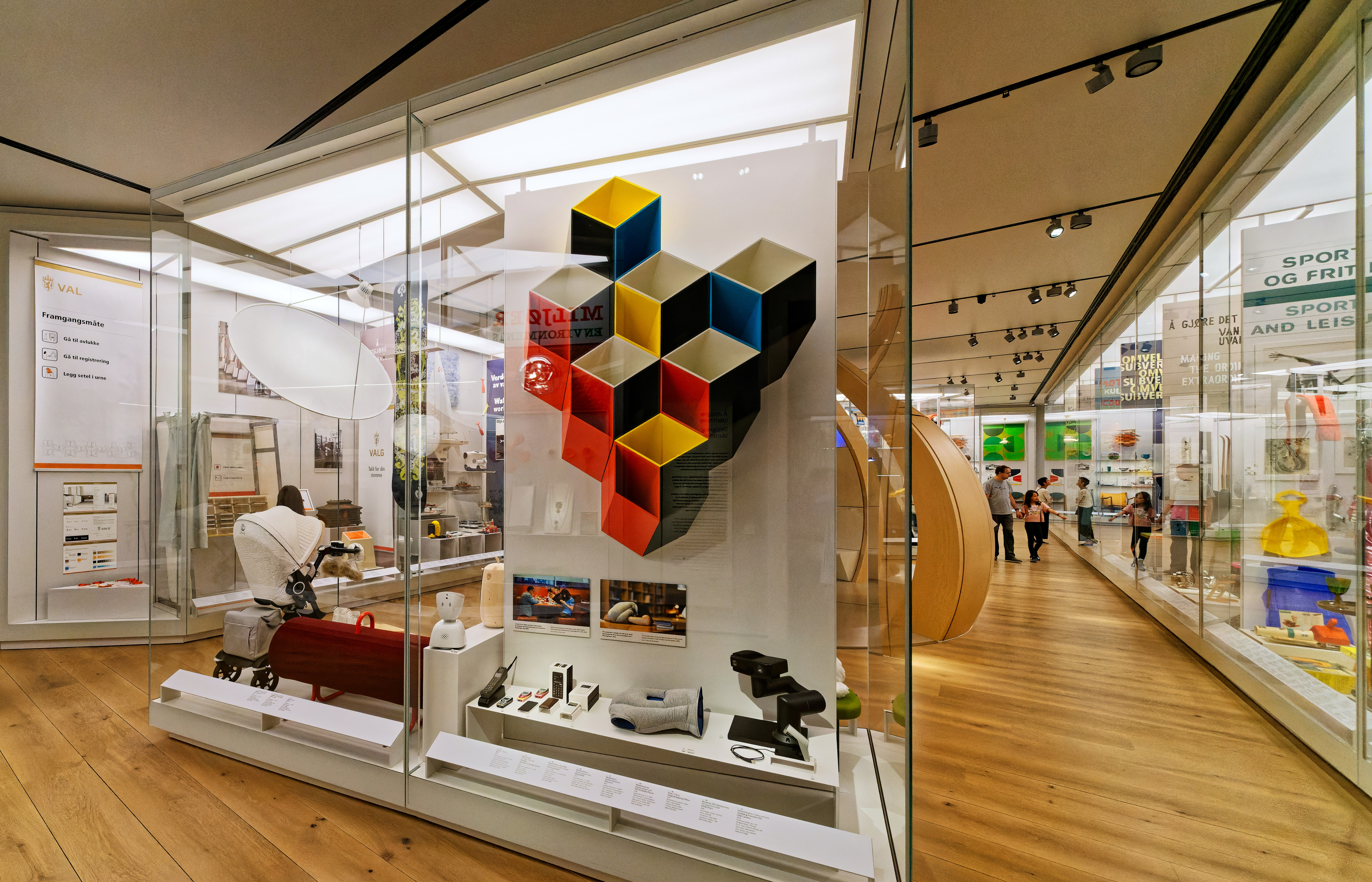

### Ausgestellte Werke
(Auswahl)

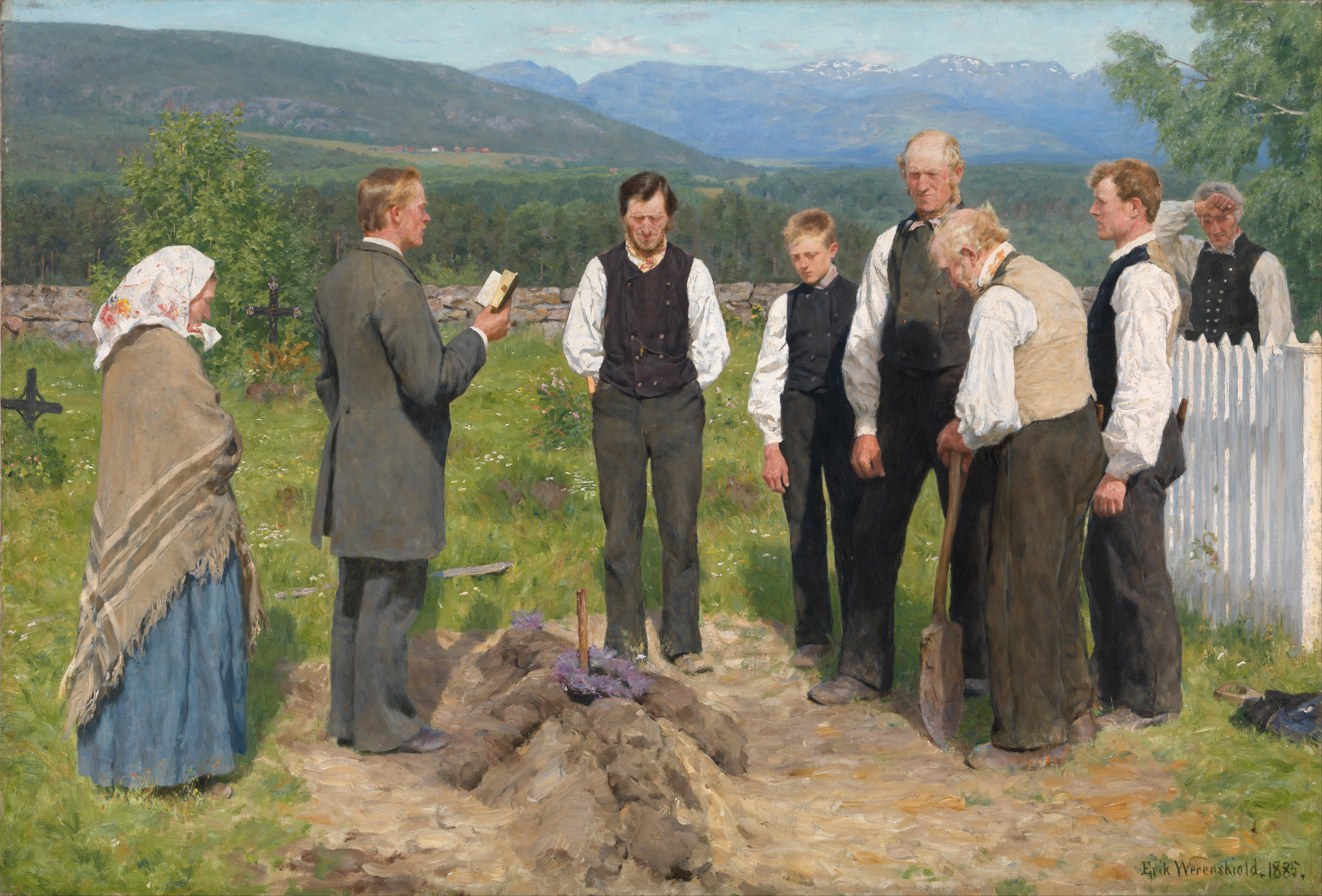
Erik Werenskiold: Ein Begräbnis auf dem Land, 1885
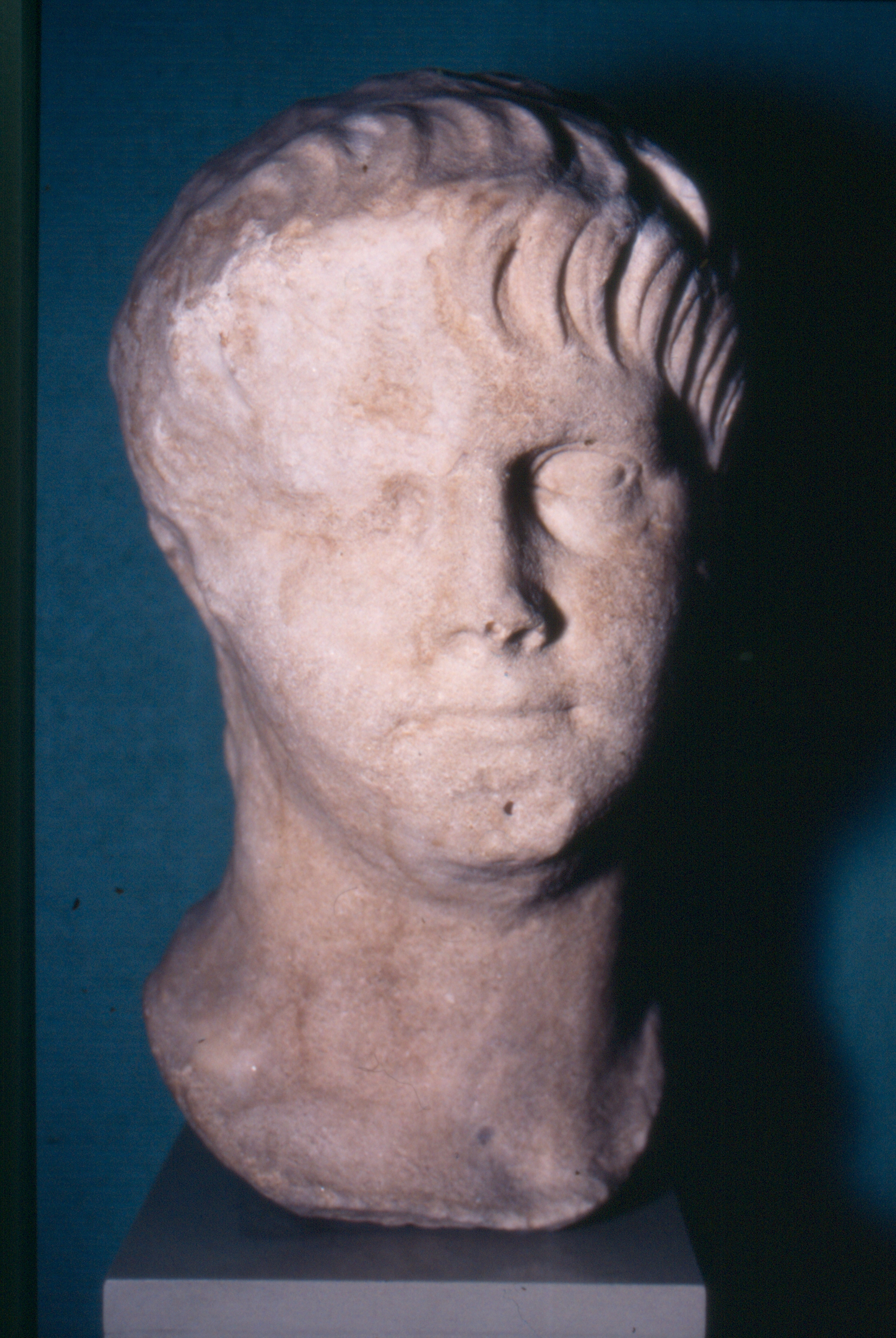
Römische Büste: Kaiser Nero
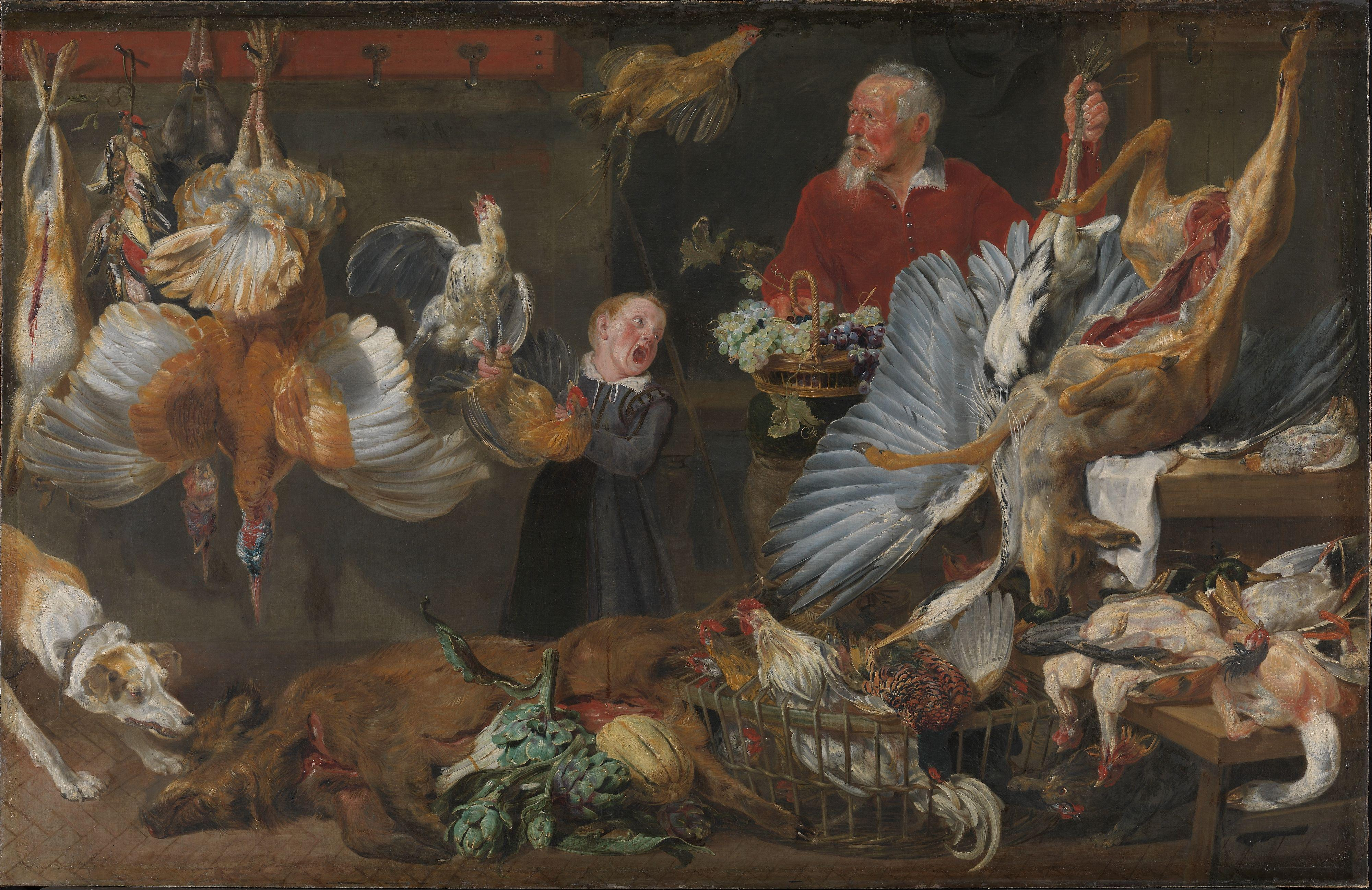
Frans Snyders: Wildbrethändler
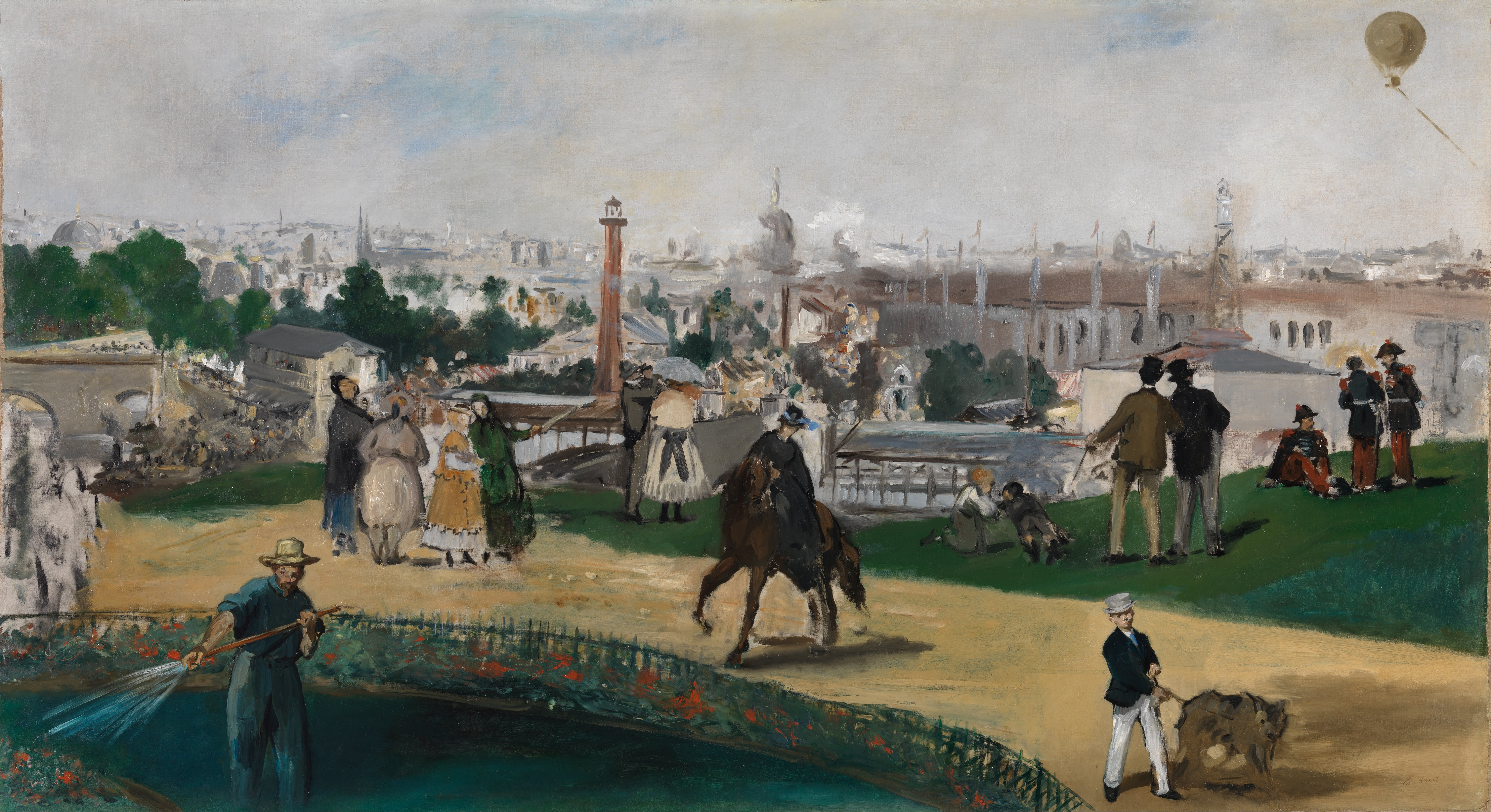
Édouard Manet: Blick auf die Weltausstellung von 1867
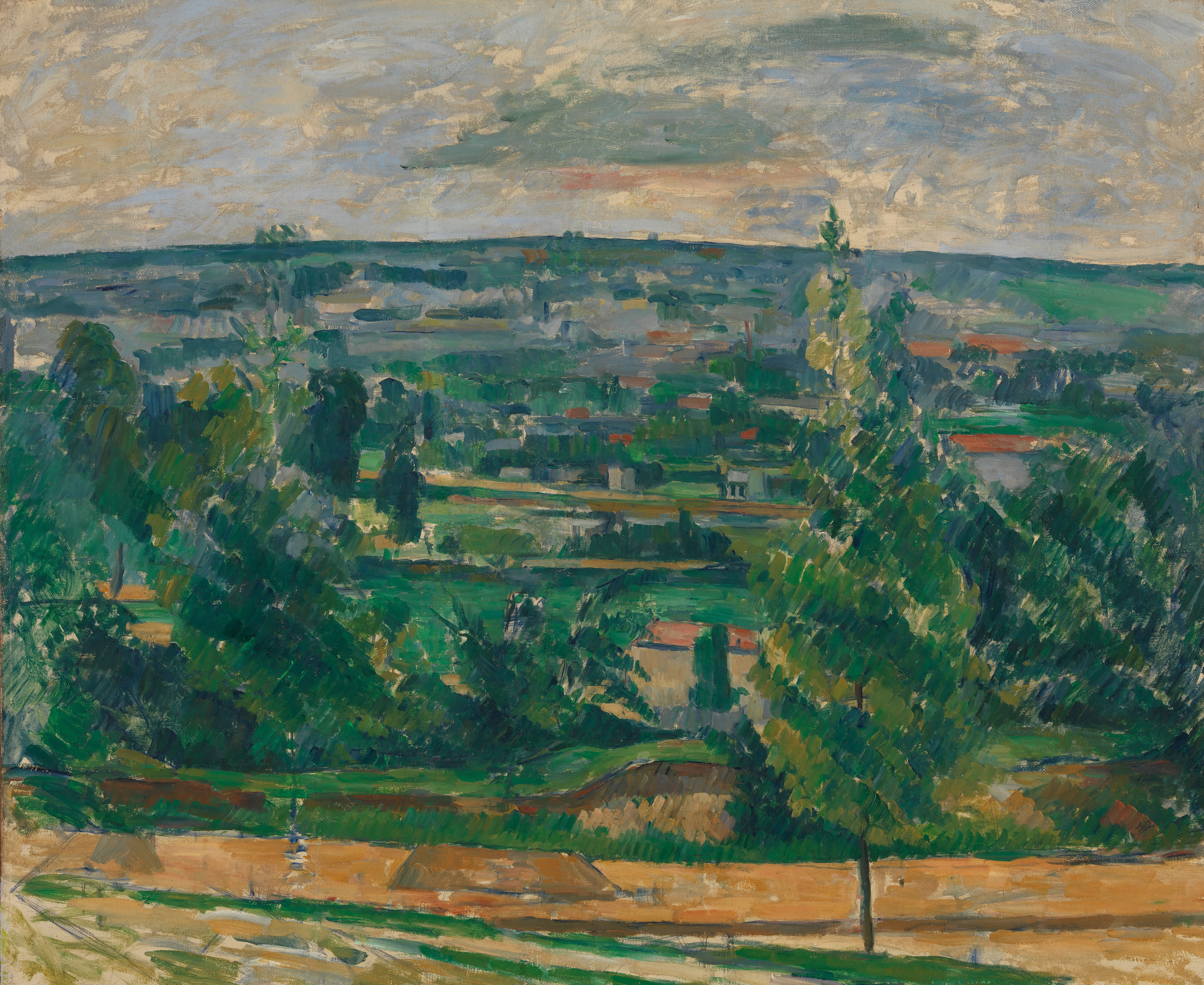
Paul Cézanne: Landschaft beim Jas-de-Bouffan